# Mark VII (tenk)
Mark VII je bio prototip tenka Britanskog Carstva (današnje Ujedinjeno Kraljevstvo) tijekom Prvog svjetskog rata. Tenk je bio vrlo sličan modelu Mark V, ali je od njega bio duži za otprilike 1 metar (3 stope). Zbog toga mu je mogućnost prelaska preko rovova bila još više olakšana. Glavno obilježje i poboljšanje na novom tenku je bila ugradnja hidrauličnog prijenosa Williams-Janney koji je još prije testiran na modelu Mark IV. Motor je bio opremljen električnim pokretačem. Poboljšan je i sustav ventilacije za motor i u odjeljku za posadu. Proizvodnja Mark VII nikada nije pokrenuta zbog završetka rata 1918. godine.

### Zajednički poslužitelj
|  | Zajednički poslužitelj ima stranicu o temi Mark VII tank    |
|  | Zajednički poslužitelj ima još gradiva o temi Mark VII tank |